# Nekkar
Nekkar, Bayer-Bezeichnung β Bootis (Beta Bootis), ist ein Stern im Sternbild Bärenhüter. Obwohl er von Johann Bayer mit Beta bezeichnet wurde, ist er nicht der zweithellste, sondern der fünfthellste Stern des Sternbildes, stellt aber den Kopf der mythologischen Gestalt des Bärenhüters dar. Nekkar ist der offizielle und historische Eigenname, der vermutlich eine Fehltranskription aus arabisch بقار, DMG baqqār ‚Rinderhirte‘ darstellt.
Nekkar hat eine scheinbare Helligkeit von 3,49 mag und gehört der Spektralklasse G8 IIIa an. Er ist rund 225 Lichtjahre von der Sonne entfernt.